# Stolany
Stolany település Csehországban, a Chrudimi járásban. Stolany Mladoňovice, Rabštejnská Lhota, Sobětuchy, Morašice és Lány településekkel határos. Lakosainak száma 408 fő (2024. január 1.).

## Népesség
A település lakosságának változását az alábbi diagram mutatja:
| Lakosok száma | 410  | 409  | 465  | 355  | 293  | 365  | 372  | 391  | 364  | 408  |
|               | 1869 | 1900 | 1921 | 1961 | 1980 | 2011 | 2016 | 2019 | 2021 | 2024 |